# 6ix9ine
Daniel Hernández (Nova York, 8 de maig de 1996), més conegut pel seu nom artístic 6ix9ine ("six-nine"), també anomenat Tekashi, és un raper i compositor estatunidenc d'ascendència mexicana i porto-riquenya.
Va arribar a la fama a finals de 2017 amb el llançament del seu primer senzill "Gummo". La cançó va aconseguir el seu punt màxim al número 12 del Billboard Hot 100 i va ser certificada com platí per la RIAA. A principis de 2018 va llançar el seu primer mixtape debut, Day69, que va debutar en el número quatre a la llista d'àlbums de Billboard 200. Va obtenir la seva primera entrada entre els deu primers del Billboard Hot 100 amb la seva reeixida cançó "Fefe" en col·laboració amb Nicki Minaj i Murda Beatz.

## Biografia
Daniel Hernández va néixer a Nova York, de mare mexicana, originària d'Atlixco, Puebla i de pare porto-riqueny. Tekashi no va conèixer al seu pare biològic i, per tant, ell no es considera porto-riqueny; va ser criat per l'espòs de la seva mare. Hernández va ser expulsat de l'escola durant el 8è curs per estar involucrat en problemes i no va tornar-hi. El 2009, el seu padrastre va ser assassinat prop d'on vivia, fet que va portar Hernández a realitzar diversos treballs de repartidor i a vendre drogues per a ajudar econòmicament la seva mare i el seu germà.
El 2018 va ser acusat de diferents delictes que podien comportar-li fins a 47 anys de condemna, dels quals es va declarar culpable i així va poder començar a negociar amb la fiscalia.